# عمون (مملكة)

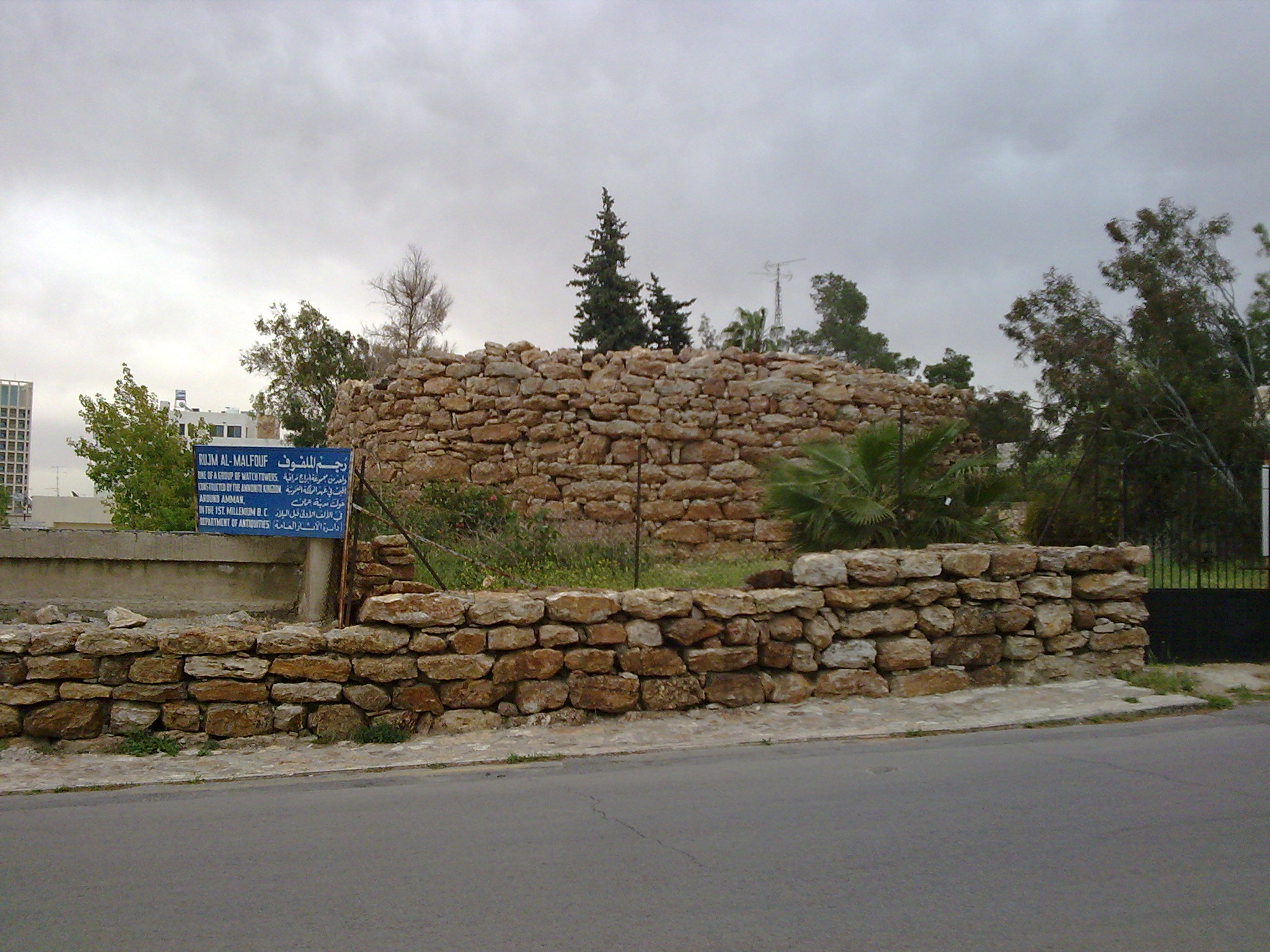
برج مراقبة عموني في رجم الملفوف في عمان

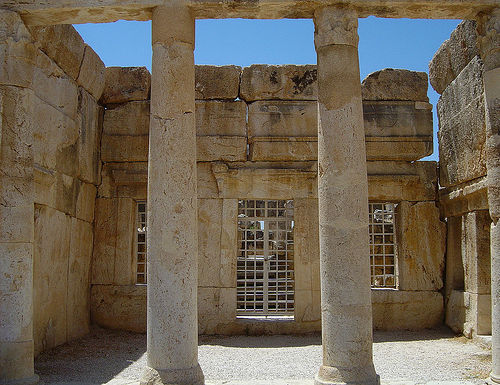
بُني قصر العبد من قبل حاكم عمون في عام 200 قبل الميلاد

عمون كانت مملكة قديمة تتحدث لغة سامية وتقع شرق نهر الأردن، بين واديي الموجب والزرقاء، في الأردن وفلسطين الحالية. كانت المدينة الرئيسة في البلاد هي ربة عمون أو رباط عمون، وتقع في مدينة عمان الحديثة، عاصمة الأردن. يُذكر ملكم ومولخ في الكتاب المقدس العبري باعتبارهما آلهة عمون. ويطلق على شعب هذه المملكة اسم بني عمون أو العمونيين.

## اللغة
ومن بين الأسماء العمونية القليلة التي تم الحفاظ عليها أيضًا ناحاش وحانون، وكلاهما من الكتاب المقدس. ويعتقد أن لغة العمونيين تنتمي إلى عائلة اللغات الكنعانية، وهي وثيقة الصلة بالعبرية والموآبية. ربما يكون العمونيون قد أدرجوا بعض التأثيرات الآرامية، بما في ذلك استخدام 'بد' ، بدلاً من الكلمة العبرية التوراتية الشائعة 'ش'، والتي تعني "العمل". الفرق الوحيد الملحوظ الآخر مع العبرية التوراتية هو الاحتفاظ المتقطع بالصيغة المفردة المؤنثة -ت (على سبيل المثال، شت "صهريج"، ولكن لهي "عالية" (مؤنثة)).

### النقوش
تشمل النقوش الموجودة باللغة العمونية نقشًا على زجاجة برونزية يرجع تاريخها إلى حوالي 600 قبل الميلاد ونقش قلعة عمان.

## الدِين
المصادر القليلة المعروفة عن ديانة العمونيين هي في الغالب الكتاب المقدس العبري والأدلة المادية. يبدو بشكل عام أن هذا كان نموذجيًا إلى حد ما للأديان الشامية، حيث كان ملكم وإيل وإله القمر من أبرز الآلهة.

## الاقتصاد
كان الاقتصاد، في معظمه، يعتمد على الزراعة وتربية الماشية. كان معظم الناس يعيشون في قرى صغيرة محاطة بالمزارع والمراعي. مثل مملكة موآب الشقيقة، كانت مملكة عمون مصدرًا للعديد من الموارد الطبيعية، بما في ذلك الحجر الرملي والحجر الجيري. كان لديها قطاع زراعي منتج واحتلت مكانة حيوية على طول طريق الملك، وهو طريق التجارة القديم الذي يربط مصر ببلاد الرافدين وسوريا وآسيا الصغرى. وكما كان الحال مع الأدوميين والموآبيين، فإن التجارة على طول هذا الطريق أعطتهم عائدات كبيرة. حوالي عام 950 قبل الميلاد، شهدت مملكة عمون ازدهارًا متزايدًا، بسبب الزراعة والتجارة، وبنت سلسلة من الحصون. وكانت عاصمتها تقع في ما يعرف الآن بقلعة مدينة عمّان.

## طالع أيضًا
- قائمة حكام عمون [الإنجليزية]
- سيل عمان
- آبل شراميم
- عمون كاسم مستخدم في كتاب مورمون
  - عمون (مستكشف كتاب مورمون) [الإنجليزية]
  - عمون (مبشر كتاب مورمون) [الإنجليزية]

### فهرس
- Tyson، Craig W. (2014). The Ammonites: Elites, Empires, and Sociopolitical Change (1000–500 BCE). A&C Black. ISBN:978-0-567-65544-8. مؤرشف من الأصل في 2023-11-07.
- Younker، Randall W. (2022). "Ammonites in the World of Israel". في Keimer، Kyle H.؛ Pierce، George A. (المحررون). The Ancient Israelite World. Taylor & Francis. ص. 600–618. ISBN:978-1-000-77324-8.

## روابط خارجية
- هيرتز جيه اتش (1936) الأسفار الخمسة والهفتوراة . "سفر التثنية". مطبعة جامعة أكسفورد، لندن.
- أمون يتحدث عن التسلسل الزمني الملكي لـ بروس جوردون (كما هو موضح في

[usurped] )